# コルグ・Nシリーズ
Nシリーズ（エヌ・シリーズ）とはコルグのシンセサイザーの型番・商品名。Xシリーズの後継。

## Nシリーズ
N364
1996年発売。61鍵モデル、X3と共通デザインのワークステーション。64ボイス。8MBの波形ROM搭載、430マルチ・サウンド＋215ドラム・サウンドを内蔵。
N264
1996年発売。セミウェイテッド76鍵、X2と共通デザインのワークステーション。
NS5R
1997年発売。32パート64ボイス、波形ROM12MB、527楽器+285ドラムサンプル。GM Level1、GS、XG対応のDTM向け1Uハーフラック音源モジュール。筐体色は白。
1Uハーフサイズの音源として珍しく大型液晶とロータリーエンコーダを採用。また電源ユニットを内蔵してACアダプタを不要としているのもこのサイズでは同時期の他社にはない特徴となっている。
GSリセットを受信することによりGS互換バンクに切り替わるとともに液晶のバックライトがオレンジに、XGシステムオンを受信することによりXG互換バンクに切り替わるとともに液晶のバックライトがグリーンになり、当時のGS音源やXG音源を強く意識した動作をするようになっていた。
内部にWaveBlaster互換の端子を持ち16パートの音源増設が可能。ただし公式にはAG-10互換の純正オプションAG/WB以外の増設は認められていない。
N5
1997年10月発売。NS5Rの61鍵キーボード付きモデル。軽量な筐体。12MBの波形ROM、527楽器+285ドラムサンプル。GM、GS、XG対応。
N1
1998年2月発売。ウェイテッド88鍵モデル。18MBの波形ROM、N5の上位モデルとして高品位ステレオサンプリングピアノ、エレクトリックピアノのバリエーションなど35種を追加した562楽器+303ドラムサンプルを内蔵した。GM、GS、XG対応。
N1R
1998年8月発売。N1の1Uラック版音源。18MBの波形ROM、562楽器+303ドラムサンプル。GM、GS、XG対応。
N5EX
1998年12月発売。N1Rの61鍵キーボード付きモデル。GM、GS、XG対応。
NX5R
1999年3月発売。NS5Rにヤマハ製ドーターボードDB51XG(MU50相当)を搭載したもの。筐体色は黒。ヤマハ純正ドーターボードを使用してXG完全互換になったためXGロゴが印刷されている。
ドーターボードを除く本体の物理仕様は筐体色やシルク印刷を除いてNS5Rと同じだが、ファームウェアがDB51XG搭載を前提に変更されておりXGシステムオンを受信する(受信する設定になっている場合)と強制的にドーターボード音源が再生される(NS5Rでは内蔵音源を使用したXG互換マップで再生する)、内蔵音源では再生できないドーターボード専用デモ曲を2曲追加、レベル表示が横32パート1列から横16パート奥行き3段表示に変更などの違いがあり、NS5RにDB51XGを搭載しても同じ仕様にはならない。
発売時期は遅いがベースがNS5Rのままであるため、本体部分はN1以降の18MBの波形ROM、562楽器+303ドラムサンプルではなく、波形ROM12MB、527楽器+285ドラムサンプルである。